# Temanggung I
Temanggung I is een bestuurslaag in het regentschap Temanggung van de provincie Midden-Java, Indonesië. Temanggung I telt 3643 inwoners (volkstelling 2010).